# Walter Heitz

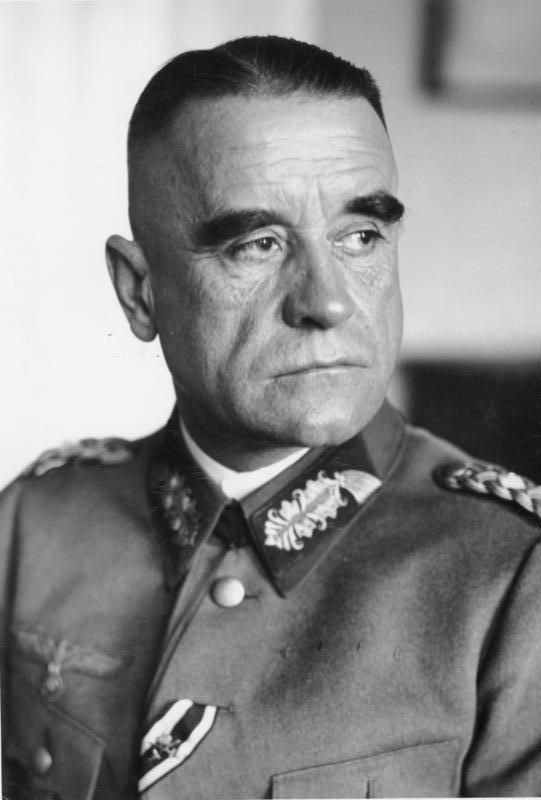
Generalleutnant Heitz (1936)

Walter Heitz (* 8. Dezember 1878 in Berlin; † 9. Februar 1944 in Moskau) war ein deutscher Heeresoffizier (seit 1943 Generaloberst). Während des Zweiten Weltkrieges war er als Befehlshaber von Großverbänden des Heeres auf verschiedenen Kriegsschauplätzen eingesetzt.

## Leben

### Kaiserreich und Erster Weltkrieg
Heitz trat am 7. März 1898 in das 2. Westpreußische Feldartillerie-Regiment Nr. 36 ein und nahm als Hauptmann und Batteriechef am Ersten Weltkrieg teil. Während dieses Krieges erhielt er neben beiden Klassen des Eisernen Kreuzes, dem Verwundetenabzeichen in Schwarz und dem Preußischen Dienstauszeichnungskreuz auch das Ritterkreuz des Königlichen Hausordens von Hohenzollern mit Schwertern sowie das Hamburgische Hanseatenkreuz.

### Weimarer Republik
Anschließend diente er in der Reichswehr als Lehrer an der Artillerieschule Jüterbog; die Versetzung in die Inspektion der Artillerie im Reichswehrministerium erfolgte am 1. März 1922. Bereits zum 1. April 1922 wurde er zum Major befördert. 1927 erfolgte die Ernennung zum Kommandeur der I. Abteilung vom 4. (Sächs.) Artillerie-Regiment; im Sommer desselben Jahres erfolgte die Beförderung zum Oberstleutnant. 1929 erfolgte die Versetzung zum Truppenübungsplatz Jüterbog mit der Verwendung als Kommandeur der Artillerie-Schießschule; hier erfolgte 1930 die Beförderung zum Oberst. Zum Ende des Jahres 1931 wurde er Kommandant der Festung Königsberg, eine Stellung, die er bis 1936 beibehielt.

### Zeit des Nationalsozialismus

#### Vorkriegszeit
Als Kommandant der Festung Königsberg wurde er am 1. Februar 1933 zum Generalmajor und am 1. Oktober 1934 zum Generalleutnant befördert.
Heitz galt als überzeugter Anhänger des nationalsozialistischen Systems. Dies mag eine Rolle dabei gespielt haben, dass er am 1. August 1936 zum ersten Präsidenten des Reichskriegsgerichtes ernannt wurde. In dieser Funktion wurde er am 1. April 1937 zum General der Artillerie befördert.

#### Zweiter Weltkrieg
Bei Kriegsausbruch 1939 war Heitz bereits 60 Jahre alt und hätte eigentlich zur Pensionierung angestanden, zumal er kein Truppenkommando innehatte. Dennoch wurde seiner Bitte entsprochen, am Kriege als Frontkämpfer teilnehmen zu dürfen. Nach einem vierwöchigen Zwischenspiel als Befehlshaber Danzig-Westpreußen erhielt er im Oktober 1939 die Ernennung zum Kommandierenden General des VIII. Armeekorps.
Heitz stand mehr als drei Jahre lang an der Spitze seines Korps, mit dem er am Westfeldzug 1940 und von 1941 bis 1943 am Krieg gegen die Sowjetunion teilnahm. Diese für den Zweiten Weltkrieg außergewöhnlich lange Periode lässt vermuten, dass die Wehrmachtführung mit seinen Leistungen vollauf zufrieden war, ihn andererseits aber auch für zu alt hielt, um noch höher in der militärischen Hierarchie aufzusteigen. Obwohl er für den Übergang über die Oise, bei dem er persönlich unter feindlichem Feuer die Flussübergänge ausgekundschaftet hatte, am 4. September 1940 das Ritterkreuz des Eisernen Kreuzes erhielt, wurde er im Gegensatz zu einigen anderen Korpskommandeuren des Westfeldzuges nicht zum Generaloberst befördert.

#### Stalingrad und Tod
1942 gehörte Heitz mit seinem VIII. Armeekorps zur 6. Armee unter Generaloberst Friedrich Paulus und wurde mit dieser im Kessel von Stalingrad eingeschlossen. Er war einer der fanatischsten Anhänger der von Hitler ausgegebenen Durchhalteparolen und drohte mit der standrechtlichen Erschießung aller Defätisten. Noch am 29. Januar 1943 lautete es in einem Korpsbefehl von Heitz unter anderem: „Wer kapituliert, wird erschossen! Wer die weiße Fahne zeigt, wird erschossen! Wer ein Brot oder eine Wurst, die von unseren Fliegern abgeworfen werden, nicht sofort abliefert, wird erschossen!“ Andere Generäle wie der General der Artillerie Walther von Seydlitz-Kurzbach hatten hingegen bereits am 25. Januar ihren Regiments- und Bataillonskommandeuren die Erlaubnis erteilt, nach den örtlichen Verhältnissen selbstständig zu handeln und auch zu kapitulieren.
Als das Ende des Kessels unmittelbar bevorstand und Paulus zum Generalfeldmarschall befördert wurde, erhielt auch Heitz am 30. Januar 1943 die Beförderung zum Generaloberst, die ihm 1940 noch versagt geblieben war. Kurz zuvor, am 21. Dezember 1942, war er bereits mit dem Eichenlaub zum Ritterkreuz dekoriert worden. Obwohl er sich zuvor dafür ausgesprochen hatte, den Kampf „bis zur letzten Patrone“ fortzusetzen, ging er wie Paulus in sowjetische Kriegsgefangenschaft. Noch am 29. Januar 1943 hatte er beteuert, dass er bei der Verteidigung seines Gefechtsstands den Soldatentod suchen würde. Im Gefangenenlager tauchte er dann, im Gegensatz zu den anderen Generälen, mit einer großen Menge von Privatgepäck auf. Im Gefangenenlager lehnte er jegliche Zusammenarbeit mit dem Nationalkomitee Freies Deutschland vehement ab und drohte dessen Angehörigen sogar Prügel an. Durch eine Zensurpanne der Auslandsbriefprüfstelle in Wien gelangte am 8. April 1943 Post von Heitz via Türkei an dessen Ehefrau, die das Lebenszeichen weiterverbreitete. Dies nährte Zweifel an der offiziellen Propaganda vom Heldentod der deutschen Stalingradkämpfer. Nach einem Jahr in Gefangenschaft starb Heitz am 9. Februar 1944 in Moskau an Krebs und wurde in Krasnogorsk beigesetzt.